# Enūma eliš
Enūma eliš (akkadisch 𒂊𒉡𒈠𒂊𒇺, eingedeutscht: Enuma elisch) wird der babylonische Schöpfungs-Mythos genannt, dessen etwa 1000 Zeilen in Keilschrift auf sieben Tontafeln niedergeschrieben wurden. Das Gedicht ist in Abschriften vom 9. bis 2. Jahrhundert v. Chr. fast vollständig erhalten und in akkadischer Sprache verfasst. Der genaue Zeitpunkt der Entstehung ist unklar, und Einschätzungen gehen in dieser Frage weit auseinander. Übersetzt bedeutet Enūma eliš „Als oben [der Himmel noch nicht genannt war]“, benannt nach der ersten Zeile des Epos. In der Handlung sind wichtige Elemente des babylonischen Weltbildes verarbeitet.

## Hintergrund
Als Babylon innerhalb der Städte des Zweistromlandes eine Vormachtstellung einnahm, gewann die Stadtgottheit Marduk innerhalb des akkadischen Pantheons an Bedeutung. Dies wurde verdeutlicht, indem Marduk in den Weltschöpfungsmythos eingebunden wurde. Das Werk diente nach einigen Interpretationen fortan zur ideologischen Untermauerung des babylonischen Herrschaftsanspruches.
Während der Feierlichkeiten beim babylonischen Akitu-Fest wurden Verse aus dem Enūma eliš rezitiert.

## Überlieferung
Die Tafeln wurden Mitte des 19. Jahrhunderts unter anderem in der Bibliothek des Aššurbanipal in Ninive ausgegraben. Inzwischen wurden unter anderem auch in Sultantepe (Huzirina) und Sippar Tafeln gefunden.
Auf babylonischen Rollsiegeln ist der Mythos bildlich dargestellt.

## Inhalt
Im Mythos wird geschildert, wie die Erde geschaffen wurde. Apsû („der Uranfängliche“) und Tiamat („die sie alle gebar“; dargestellt als ein Seeungeheuer) sind die ersten Daseinsformen, lange vor der Schöpfung. Es entstehen mehrere Götter, unter anderem Laḫmu und Laḫamu, über die außer den Namen nichts bekannt ist. Später werden Apsû und Tiamat in einem Götterkampf von den Göttern der neuen Generationen gestürzt.

### 1. Tafel
1 bis 20Apsû und Tiamat schaffen die Götter. Ea übertrifft seinen Vater. 21 bis 54Die Götter stören ihre Eltern. Apsû will sie töten, Tiamat nicht. Der Berater Mummu gibt Apsû Recht. 55 bis 75Ea schläfert Apsû durch Beschwörung ein, tötet ihn. Er nimmt den Berater Mummu fest und errichtet seine Wohnstatt auf dem Apsû. 76 bis 109Ea und seine Gattin Damkina zeugen dort Marduk. Seine Jugend, Pracht und Stärke werden geschildert. Ea übergibt ihm die vier Winde, um Tiamat zu schrecken. 110 bis 124Die Götter fühlen sich von Marduks vier Winden gestört und stiften Tiamat zur Rache an. 125 bis 162„Lasst uns Dämonen machen“. Kingu wird der Anführer der elf von Tiamat geschaffenen Dämonen. Er bekommt die „Anuwürde“ und die Schicksalstafeln.

### 2. Tafel
1 bis 48Ea, Sohn des Anu, hört von den Kriegsvorbereitungen Tiamats und berichtet es Anšar, Vater des Anu. 49 bis 70Anšars Wut: „Ea, wie konntest du Krieg auslösen?“ Eas Verteidigung seiner Tat. 71 bis 94Anšar beauftragt Ea, Tiamat durch Beschwörung zu besiegen. Ea kommt nicht gegen Tiamat an. 95 bis 118Anšar beauftragt Anu, aber auch er scheitert. 120 bis 152Anšar ist ratlos. Ea schickt Marduk und beauftragt ihn, Tiamat durch Beschwörung zu besänftigen. Marduk verlangt, nach einem Sieg Anšars Platz einzunehmen.

### 3. Tafel
1 bis 65Anšar beauftragt seinen Minister Kakka, die Götter gemäß Marduks Wunsch zu versammeln und sie über die Situation in Kenntnis zu setzen. 65 bis 124Kakka unterrichtet die Götter über die durch Marduk befohlene Zusammenkunft. 125 bis 138Die Götter versammeln sich, feiern und „bestimmen für Marduk … das Schicksal.“

### 4. Tafel
1 bis 34Inthronisation Marduks und Test seiner Macht (Sternbild verschwindet und erscheint auf sein Wort). „Marduk ist König“. Auftrag, Tiamat zu besiegen. 35 bis 58Marduks Kampfvorbereitung: Pfeil, Bogen, Keule, Blitze, die sieben Winde, Sturmflut und Vierergespann, Begleiter und Panzermantel. 59 bis 74Tiamat und ihr Gemahl Kingu erstarren vor dem Helden. 75 bis 146Marduk besiegt Tiamat. Marduk nimmt Kingu die Schicksalstafeln ab, bindet ihn und die elf Dämonen. Er berichtet es den Göttern, die ihm daraufhin Geschenke bringen. Marduk spaltet Tiamats Leichnam und schafft aus einer Hälfte den Himmel nach der Gestalt des Apsû.

### 5. Tafel
1 bis 66Marduk setzt die Sternbilder fest, erschafft Nannar und gibt ihm Anweisungen. Setzt Šamaš ein. Erschaffung aus der unteren Hälfte der Tiamat: Berge, Euphrat, Tigris und den Rest der Erde. Begutachtet alles. 67 bis 116Marduk gibt Satzungen, gibt Anu die Schicksalstafeln des Kingu. Erstellt Abbilder der elf Dämonen zur Erinnerung. Jubel und Unterwerfung der Götter: „Früher war Marduk unser geliebter Sohn, jetzt ist er euer König, achtet auf seinen Befehl!“ 117 bis 157Marduks Plan, Babylon zu gründen und darin seine Wohnstatt sowie den Ruheplatz der Götter vor der Versammlung. Einsetzung eines Abendfestes. Götter stimmen zu.

### 6. Tafel
1 bis 16Marduk erzählt Ea seinen Plan: Er will Menschen aus Blut erschaffen, damit sie die Mühsal der Götter tragen und die Götter dadurch ihre Ruhe haben; er will die Götter in zwei Gruppen einteilen. Ea rät: Der an Tiamats Gewalt Schuldige soll sterben, damit die Menschen aus seinem Blut geschaffen werden können. Götterversammlung vor Marduk: 17 bis 34Die Götter geben Kingu die Schuld. Nun erschafft Ea aus seinem Blut die Menschen und legt ihnen den Dienst für die Götter auf. 35 bis 69Einteilung von 600 Göttern im Himmel und in der Unterwelt; 300 von ihnen als Wachen unter Befehl des Anu im Himmel. Die eingeteilten Götter bitten Marduk, sein Heiligtum bauen zu dürfen. Errichtung von Babylon und darin des Esaĝila für Marduk sowie Bau der Heiligtümer für die anderen Götter in mehreren Jahren. 70 bis 91Marduk bittet die Götter zum Festmahl. Danach Fürbitten im Esagila und Bestätigung der Einsetzung der Götter in ihre Positionen. Marduk bekommt seinen Bogen. Anu gibt dem Bogen drei Namen und setzt ihn an den Sternenhimmel. 92 bis 120Unterwerfungsritus der Götter (Anu gründet einen Thron für Marduk und setzt ihn als König in der Götterversammlung ein. Götter erkennen ihn unter Selbstverfluchungen als König an). Verpflichtung der „Schwarzköpfigen“ (der Menschen), Marduk zu verehren. Die anderen Götter sollen auch verehrt und versorgt werden, aber Marduk ist „der Gott eines jeden von uns!“ 121 bis 166„Auf, lasst uns die 50 Namen nennen“. Acht der 50 Namen Marduks werden erklärt. Die Götter beschließen, ihn mit drei Namen zu verehren (heldenhafter Sohn, Rächer und Versorger).

### 7. Tafel
1 bis 162Erklärungen zu weiteren 42 Namen, mit denen die Götter Marduk verehren. Schlussmahnung: Die Namen Marduks sollen tradiert werden. Segensverheißung für seine Verehrer. Schlusspreisung Marduks, der „Tiamat vernichtete und die Königswürde annahm“.

## Textausgaben
- Thomas Richard Kämmerer, Kai A. Metzler (Herausgeber): Das babylonische Weltschöpfungsepos Enuma Elîš. Ugarit-Verlag, Münster 2012, ISBN 978-3-86835-036-4.
- Wilfred George Lambert: Babylonian Creation Myths. Winona Lake 2013.
- I.2 Poem of Creation (Enūma eliš) kritische Edition und Übersetzung des Textes (electronic Babylonian Library).
- Adrian C. Heinrich: Der babylonische Weltschöpfungsmythos Enuma Elisch München 2022.